# Mike Sainristil
(en) Statistiques sur pro-football-reference
Mike Sainristil, né le 3 octobre 2000 à Port-au-Prince en Haïti, est un sportif professionnel américano-haïtien de football américain jouant au poste de cornerback dans la National Football League (NFL) depuis la saison 2024 pour la franchise des Commanders de Washington.
Au niveau universitaire, il a joué pour les Wolverines de l'université du Michigan pendant quatre saisons (2019-2023) dans la NCAA Division I FBS et sa conférence Big Ten. Il y a remporté trois titres de cette conférence ainsi que le titre national universitaire 2023.
Il est ensuite sélectionné par les Commanders en 50e choix global lors du deuxième tour de la draft 2024 de la NFL.

## Biographie

### Jeunesse
Sainristil nait à Port-au-Prince, capitale d'Haïti, le 3 octobre 2000. Alors qu'il est âgé de sept mois, sa famille quitte le pays, son père, directeur d'une station de radio, ayant été  menacé après l'élection présidentielle haïtienne de 2000. La famille s'installe dans le Massachusetts à Everett et y Sainristil étudie au lycée de la ville. Il y pratique le football américain et lors de sa dernière année au lycée, Sainristil est désigné meilleur joueur de du Massachusetts de la saison 2018 par Gatorade. Sur cette saison, il affiche un bilan, au poste de wide receiver, de 30 réceptions pour un gain de 762 yards et 12 touchdowns ainsi que six interceptions au poste de defensive back permettant à son équipe d'atteindre les demi-finales de la section Nord de la Division 1. Il conclut sa carrière au lycée avec un total de 28 touchdowns. À Everett, Sainristil a eu comme coéquipier les futurs joueurs de la NFL Lewis Cine (en) et Isaiah Likely (en).

### Carrière universitaire
En novembre 2018, Sainristil s'engage à jouer au football américain universitaire pour les Wolverines de l'université du Michigan. Il s'y inscrit très tôt et marque les esprits lors des entraînements de printemps 2019,. Les entraîneurs défensifs de Michigan pensaient l'utiliser en tant que cornerback, mais le personnel offensif le pace définitivement au poste de wide receiver. Malgré ses bonnes performances lors des entraînements de printemps, Sainristil joue peu lors de sa saison true freshman, ne totalisant que 8 réceptions pour un gain de 145 yards. Il inscrit son premier touchdown universitaire le 26 octobre 2019 contre Notre Dame, gagnant un total de 73 yards durant ce match,. À la suite des départs des receveurs Donovan Peoples-Jones, Tarik Black (en) et Nick Collins, Sainristil joue un rôle plus important dans l'attaque de Michigan au cours des saisons 2020 et 2021,,.
En 2022, Sainristil est déplacé au poste de cornerback,. Il termine sa première saison universitaire en défense avec 58 plaquages dont 6½ pour perte, 2 sacks et 7 passes déviées. Il réussit sa première interception en carrière sur une passe de Max Duggan (en) lors du Fiesta Bowl 2022. Il est sélectionné avec mention honorable dans la première équipe de la Big Ten en fin de saison 2022. En 2023, Sainristil est désigné capitaine pour une deuxième saison consécutive. Avec un bilan de 44 plaquages, 1 sack, 6 interceptions dont 2 retournées en touchdowns et 2 fumbles forcés, il obtient sa sélection dans la première équipe All-American par Sporting News, ESPN et FOX. Sainristil est désigné MVP à l'occasion de la finale de conférence Big 2023. Il réussit ensuite une interception décisive d'une passe de Michael Penix Jr. qu'il retourne sur 81 yards, à l'occasion du College Football Championship Game 2024 que les Wolverines remportent 34 à 13 sur les Huskies de Washington,.

### Carrière professionnelle

#### Draft
| Taille                 | Poids           | Bras              | Main             | Sprint   | Sprint   | Sprint   | Shuttle 20 yards | 3 cones drill | Détente        | Détente              | Développé couché | Test Wonderlic |
| Taille                 | Poids           | Bras              | Main             | 40 yards | 10 yards | 20 yards | Shuttle 20 yards | 3 cones drill | verticale      | horizontale          | Développé couché | Test Wonderlic |
| 1,76 m (5 ft 9 3/8 in) | 83 kg (182 lbs) | 78 cm (30 7/8 in) | 22 cm (8 1/2 in) | 4,47 s   | 1,51 s   | 2,58 s   | 4,01 s           | 6,95 s        | 102 cm (40 in) | 3,33 m (10 ft 11 in) | 14               | -              |

Sainristil est sélectionné en 50e choix global lors du deuxième tour de la draft 2024 de la NFL par la franchise des Commanders de Washington,.

### Commanders de Washington
Sintristil signe son contrat rookie de quatre ans avec les Commanders le 11 juin 2024.
Il réussit sa première interception professionnelle lors en 6e semainecontre les Ravens de Baltimore. Il force et récupère son premier fumble professionnel en 13e semaine contre les Titans du Tennessee, devenant le troisième rookie de l'histoire de la franchise à réussir ces deux actions lors d'un seul match. Sainristil est désigné meilleur rookie NFL de la semaine après avoir totalisé 10 plaquages et 3 passes déviées lors du dernier match de la saison régulière. Il termine la saison en tant que leader de l'équipe au nombre d'interceptions (2). Lors du match de tour de Division de la série éliminatoire contre les Lions de Détroit, il réussit deux interceptions qui ont aidé les Commanders à se qualifier pour la finale de conférence NFC.

## Statistiques

### Statistiques universitaires
| Année  | Équipe                 | Statut | MJ |     | Passes réceptionnées | Passes réceptionnées | Passes réceptionnées | Passes réceptionnées |       | Courses | Courses | Courses | Courses |
| Année  | Équipe                 | Statut | MJ | Nb. | Yards                | Moy.                 | TD                   | Nb.                  | Yards | Moy.    | TD      |         |         |
| 2019   | Wolverines du Michigan | Fr     | 13 | 08  | 145                  | 18,1                 | 1                    | –                    | –     | –       | –       |         |         |
| 2020   | Wolverines du Michigan | So     | 06 | 07  | 082                  | 11,7                 | 2                    | –                    | –     | -       | –       |         |         |
| 2021   | Wolverines du Michigan | Jr     | 14 | 22  | 312                  | 14,2                 | 2                    | 1                    | 7     | 7,0     | 0       |         |         |
| Totaux | Totaux                 | Totaux | 62 | 37  | 539                  | 14,6                 | 5                    | 1                    | 7     | 7,0     | 0       |         |         |

| Année  | Équipe                 | Statut | MJ |       | Plaquages | Plaquages | Plaquages | Plaquages |       | Interceptions | Interceptions | Interceptions | Interceptions |  | Fumbles | Fumbles |
| Année  | Équipe                 | Statut | MJ | Total | Seul      | Ast.      | Sacks     | Nb.       | Yards | Déf.          | TD            | Nb.           | Rec.          |  |         |         |
| 2019   | Wolverines du Michigan | Fr     | 13 | 01    | 01        | 0         | –         | –         | –     | –             | –             | –             | –             |  |         |         |
| 2020   | Wolverines du Michigan | So     | 06 | 0     | 0         | 0         | –         | –         | –     | –             | –             | –             | –             |  |         |         |
| 2021   | Wolverines du Michigan | Jr     | 14 | 05    | 05        | 0         | –         | –         | –     | –             | –             | –             | –             |  |         |         |
| 2022   | Wolverines du Michigan | Sr     | 14 | 58    | 38        | 20        | 2         | 1         | 08    | 7             | –             | –             | –             |  |         |         |
| 2023   | Wolverines du Michigan | Sr     | 15 | 44    | 26        | 18        | 1         | 6         | 232   | 6             | 2             | 2             | –             |  |         |         |
| Totaux | Totaux                 | Totaux | 62 | 108   | 70        | 38        | 3         | 7         | 240   | 13            | 2             | 2             | –             |  |         |         |

### Statistiques dans la NFL
| Année  | Équipe     | MJ |       | Plaquages | Plaquages | Plaquages | Plaquages |       | Interceptions | Interceptions | Interceptions | Interceptions |  | Fumbles | Fumbles |
| Année  | Équipe     | MJ | Total | Seul      | Ast.      | Sacks     | Nb.       | Yards | Déf.          | TD            | Nb.           | Rec.          |  |         |         |
| 2024   | Commanders | 17 | 93    | 62        | 31        | -         | 2         | 38    | 14            | -             | 1             | 1             |  |         |         |
| Totaux | Totaux     | 17 | 93    | 62        | 31        | -         | 2         | 38    | 14            | -             | 1             | 1             |  |         |         |

| Année  | Équipe     | MJ |       | Plaquages | Plaquages | Plaquages | Plaquages |       | Interceptions | Interceptions | Interceptions | Interceptions |  | Fumbles | Fumbles |
| Année  | Équipe     | MJ | Total | Seul      | Ast.      | Sacks     | Nb.       | Yards | Déf.          | TD            | Nb.           | Rec.          |  |         |         |
| 2024   | Commanders | 2  | 6     | 5         | 1         | -         | 2         | 22    | 2             | -             | -             | -             |  |         |         |
| Totaux | Totaux     | 2  | 6     | 5         | 1         | -         | 2         | 22    | 2             | -             | -             | -             |  |         |         |